# Irwin Allen
Irwin Allen (født 12. juni 1916 - død 2. november 1991) var en amerikansk filmproducer, manuskriptforfatter og instruktør. Han var primært kendt for sit arbejde inden for science fiction, hvor han fik tilnavnet Master of Disaster for sit arbejde i katastrofefilm, samt tv-serier som Lost in Space og Rejsen til havets bund.
Irwin Allen arbejdede først som radiovært i 11 år, før han begyndte at producere film for forskellige filmstudier. Filmene han producerede var blandt andet The Story of Mankind (1957), Alle tiders cirkus (1959) og Den forsvundne verden (1960). De mest succesfulde film Allen producerede var SOS Poseidon kalder (hvor han blev nomineret til en Golden Globe i 1972) og Det tårnhøje helvede (1974). Ved sidstnævnte film var Allen nomineret til en Oscar for bedste film, men tabte den til The Godfather Part II.
Allen var også instruktør på filmene The Swarm (1978) og Poseidons hemmelighed (1979) samt producer på Vulkanøen (1980). Alle tre film floppede og blev negativt modtaget af både kritikere og publikum. The Swarm har ligeledes optrådt på mange lister over de værste film der er blevet lavet.
I 1986 måtte Irwin Allen trække sig fra filmbranchen af helbredsmæssige årsager. Han døde den 2. november 1991, 75 år gammel.